# Силоамский тоннель
Силоамский тоннель (ивр. נִקְבַּת השילוח‎, Никбат-а-Шилоах; араб. نفق حزقيا‎), известный также, как тоннель Езекии — тоннель для воды, прорытый в древности под Городом Давида (в нынешнем Иерусалиме). Извилистый тоннель, составляющий 533 метра в длину, ведёт от источника Гихон к Силоамскому пруду. Его общеупотребительное название связано с самой распространённой гипотезой о его происхождении — а именно, что он датируется периодом правления Езекии Иудейского (конец VIII — начало VII века до н. э.), и имеет отношение к водным сооружениям, упомянутым в Ветхом Завете (Четвёртая книга Царств, 20:20).
Современные исследования исключили предположение, что тоннель мог быть сформирован посредством расширения естественного карста. Согласно Силоамской надписи, тоннель рылся двумя группами, каждая из которых начала с одного из концов тоннеля; затем они встретились посредине. В настоящее время надпись частично нечитаема, и в исходном виде, возможно, содержала в себе ещё какую-то информацию, кроме этой. По самому тоннелю понятно, что во время его сооружения было сделано несколько ошибок в части направления; две проходки соединяются не прямо, а под углом вправо. До сих пор не вполне понятно, как древние инженеры подошли к осуществлению сложного предприятия — сделать так, чтобы две группы, роющие с противоположных концов, встретились глубоко под землёй; некоторые предполагают, что две команды направлялись сверху звуковыми сигналами, производимыми ударами молота по твёрдой скале, через которую пробивались рабочие. В последней строке Силоамской надписи сообщается, что высота скалы над головами рабочих составляла 100 локтей (50 метров), из чего видно, что инженеры достаточно точно знали глубину прохождения туннеля на разных его участках. Инженеры смогли доставить воду от источника к пруду, воспользовавшись 30-сантиметровой разницей по высоте между его началом и концом, — что соответствует градиенту в 0,6 ‰.
Тоннель, по которому всё ещё текут воды древнего источника, открыт для посетителей — можно пройти по нему по колено в воде, освещая себе путь фонариком.

## Библейские источники

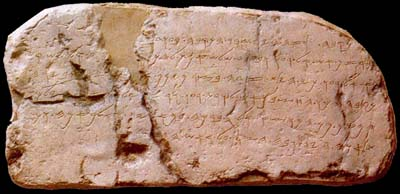
Силоамская надпись

Согласно Торе, царь Езекия, опасаясь осады ассирийцами, ведомыми Синаххерибом, угроза которой нависла над городом, подготовил Иерусалим к осаде, перекрыв воду из источника вне города и перенаправив её, посредством канала, в тогдашний Силоамский пруд. К тоннелю времён Езекии относятся следующие стихи Библии:
«Прочее об Езекии и о всех подвигах его, и о том, что он сделал пруд и водопровод и провел воду в город, написано в летописи царей Иудейских.»
«Когда Езекия увидел, что пришел Сеннахирим с намерением воевать против Иерусалима, тогда решил с князьями своими и с военными людьми своими засыпать источники воды, которые вне города, и те помогли ему. И собралось множество народа, и засыпали все источники и поток, протекавший по стране, говоря: да не найдут цари Ассирийские, придя сюда, много воды.»
«Он же, Езекия, запер верхний проток вод Геона и провел их вниз к западной стороне города Давидова. И действовал успешно Езекия во всяком деле своем.»
«Но вы видите, что много проломов в стене города Давидова, и собираете во́ды в нижнем пруде; и отмечаете домы в Иерусалиме, и разрушаете домы, чтобы укрепить стену; и устрояете между двумя стенами хранилище для вод старого пруда. А на Того, Кто это делает, не взираете, и не смотрите на Того, Кто издавна определил это.»

## Открытие и интерпретация

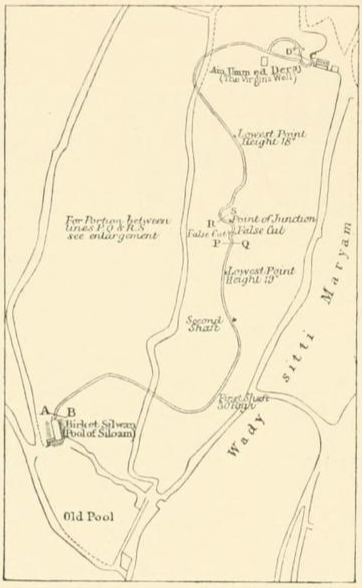
Набросок тоннеля, выполненный в 1884 году Чарльзом Уорреном и Клодом Реиньером Кондером, на котором показан тоннель наряду с шахтой Уорена, Силоамским прудом и источником Гихон.

В новое время тоннель был впервые описан Франческо Кварезми в 1625 году. Позже он был исследован в 1838 году американским учёным — библеистом Эдвардом Робинсоном, и в 1865 году Чарльзом Уорреном.
Ни Кварезми, ни Робинсон не связывали тоннель с Езекией; однако Уоррен в 1871 году предположил, что Силоамский пруд мог быть «вырыт царём Езекией», — а в 1884 году, после открытия Силоамской надписи, написал: «Таким образом, представляется, что надпись относится к позднему периоду еврейской монархии, и вполне может считаться согласующейся с библейским рассказом о подготовке Езекии к осаде Синаххерибом».

## Происхождение и предназначение
Будучи расположен на горе, древний Иерусалим естественным образом защищён почти со всех сторон — однако страдает от того обстоятельства, что его главный ресурс питьевой воды, источник Гихон, находится на склоне ущелья, расположенном над долиной Кидрон. Это порождает серьёзную уязвимость с военной точки зрения, поскольку городские стены, — если строить их достаточно высокими, чтобы они имели оборонительный смысл, — обязательно должны оставить источник Гихон снаружи, лишая таким образом город снабжения питьевой водой в случае осады.
Эта слабая сторона была ликвидирована ханаанеями, которые построили вокруг источника очень мощно укреплённую башню и соединили её с расположенными на склоне городскими стенами посредством дополнительной стены, которая формировала хорошо защищённый коридор. Сейчас известно, что шахтная система Уоррена уже надёжно защищала источник Гихон (шахта Уоррена не является акведуком — желающий добыть воды должен был самостоятельно спуститься и подняться по ней). Таким образом, при Езекии источник Гихон уже был защищён и находился внутри городской системы защитных стен, и похоже, что в случае осады Иерусалим был бы обеспечен достаточным количеством воды даже без тоннеля.
Более того, в 1899 году был обнаружен древний канал, также ведущий от источника Гихон через горную породу, — но более прямым путём, — и заканчивающийся на полпути до места расположения Силоамского пруда. В наши дни этот канал известен, как канал середины Бронзового века, что связано с оценкой его возраста: Ронни Рейх определил, что он был сооружён около 1800 года до н. э. (в середине Бронзового века). Его изначальная конструкция представляется такой: прорытая в земле канава 6-метровой глубины, перекрытая большими каменными плитами (которые затем были спрятаны в листве). Канал у́же тоннеля, однако, тем не менее, по нему можно пройти почти на всём протяжении.
Итак, начиная с, примерно, 1800 года до н. э., — то есть за много столетий до Езекии, — ханаанейский тоннель уже собирал воду источника и отводил её на юг. Однако воду, не использованную населением города, он сливал через несколько маленьких выходных отверстий, орошая сады и поля вдоль долины Кидрон на востоке, и заканчивался устьем в метр высотой возле Силоамского пруда — то есть, открытым резервуаром. Давая возможность заниматься важным для жизни земледелием, такое устройство в то же время делало воду доступной для осаждающих войск, находящихся вне городских стен.
Таким образом, — согласно Ахрону Хоровицу, директору Института Мегалим, — тоннель Езекии может быть интерпретирован, как дополнительный акведук, предназначенный для того, чтобы оставить внутри обнесённой стенами области весь вытекающий из источника объём воды (что включало в себя находящийся ниже по течению Силоамский пруд), с конкретной целью лишить воды любое осаждающее войско. Как сам Гихон, так и пруд на другом конце тоннеля использовались бы населением в качестве источников воды; при этом войска, расположенные вне стен, не получили бы доступа ни к какой её части, поскольку даже избыток её, вытекающий из Силоамского пруда, полностью исчезал бы в карстовой системе, расположенной сразу за южной оконечностью городских стен.

## Сомнения в датировке
В качестве подтверждения датировки периодом Езекии рассматриваются текст Торы, описывающий сооружение тоннеля, и радиоуглеродная датировка органических материалов, содержащихся в оригинальной штукатурке. Однако археологические работы в тоннеле, проведённые в 2011 году Ронни Рейхом из Хайфского Университета и Эли Шукроном из Управления древностей Израиля, породили сомнения в отнесении тоннеля ко времени правления Езекии. Эти учёные считают, что имеющиеся доказательства указывают на датировку несколькими десятилетиями раньше — концом IX или началом VIII века до н. э.. Они отмечают, что библейский текст, связывающий Езекию с созданием водных сооружений, не описывает их точного местоположения в городе, и предполагают, что этот текст может относиться к водным сооружениям в районе Мамилла.
Поправку к датировке поддерживают Де Гроот и Фадида, опирающиеся на анализ керамики.